# John Ankerberg
John F. Ankerberg, nacido en 1945, es un teólogo (con un doctorado del Luther Rice Seminary) y un pastor bautista y animador de un programa de televisión evangélico cristiano en Chattanooga (Tennessee), que trata de temas y puntos de vista cristianos así como debates. Fue el presentador de The John Ankerberg Show.

## Biografía
Estudió en la Universidad de Illinois en Chicago y obtuvo una Licenciatura en Artes en 1968, luego estudió en el Escuela Evangélica de la Divinidad de la Trinidad y obtuvo una Maestría en Historia de la Iglesia y Filosofía del Pensamiento Cristiano y obtuvo una Maestría en Teología (Maestría en Divinidad) (1972 y 1973). También estudió en la Seminario Luther Rice en Jacksonville y obtuvo un Doctorado en Ministerio en 1990. Fue ordenado pastor bautista.

### Ministerio
En 1980, se convirtió en presentador del programa The John Ankerberg Show transmitido por Daystar y GOD TV, que destaca ciertas opiniones y puntos de vista cristianos y ciertos debates que reúnen a intelectuales cristianos.
Es autor o coautor de numerosos libros, entre ellos: "16 profecías que prueban que Jesús es el Mesías" e "Israel bajo fuego".

## Premios
- “The Television Program Producer of the Year Award”, National Religious Broadcasters, 1992.
- “Genesis Award”, Southeastern Chapter of the National Religious Broadcasters, 1984.

## Afiliaciones
- The International Society of Christian Apologists (Matthews, NC)
- The Board of Directors of the National Religious Broadcasters (Manassas, VA)
- The Board of Reference of The Christian Film and Television Commission (Atlanta, GA)
- The Board of Reference for the Institute for Religious Research (Grand Rapids, MI)
- The Board of Reference for the Christian Service Brigade (Wheaton, IL)